# Jean Echenoz
Jean Echenoz (Orange, 26 de diciembre de 1947) es un escritor francés.

## Trayectoria
Jean Echenoz estudió sociología e ingeniería civil en Rodez, Digne-les-Bains, Lyon, Aix-en-Provence, Marsella y París, ciudad donde vive desde 1970. Colaboró brevemente en el diario L'Humanité.
Sus padres eran aficionados a la música clásica, sus dos abuelos tocaban el piano, y su madre también, así que había escuchado música desde su infancia. Pero como él toca además el contrabajo, la música le ha acompañado toda su vida.
Con todo, la literatura era una pasión de adolescencia. En 1979, tras varios años de vacilaciones publicó su primer libro, Le méridien de Greenwich, en Minuit, su editorial desde entonces. Esta experiencia la narra en su homenaje al editor, Jérôme Lindon.
Ha publicado cerca de veinte  y ha recibido una decena de premios literarios, entre ellos el Premio Médicis 1983 por Cherokee, el Premio Goncourt 1999 por Je m'en vais, así como el Premio Aristeion y el premio François Mauriac (2006), por su novela Ravel . Sus obras se caracterizan por una escritura económica y descriptiva y, al mismo tiempo, dotada de gran inventiva y uso de neologismos, con especial sello de humor e ironía.
Entre 2006 y 2010, publicó tres libros construidos sobre tres vidas reales. Dado su gusto por la música, no extraña el libro inicial, Ravel, que está a medio camino entre la novela y el relato biográfico (recuerda Echenoz que una de las primeras cosas que escuchó con atención en su infancia fue a Ravel). El segundo, Courir (2008), gira en torno al atleta Emil Zátopek. En Des éclairs, finalmente, escribe sobre Nikola Tesla, un famoso ingeniero en los Estados Unidos.
Tras esta experiencia narrativa, ha vuelto con 14 (2012) al relato; transcurre en la Primera Guerra Mundial ("Cinco hombres han ido a la guerra, una mujer espera el regreso de dos de ellos. Queda por saber si van a volver. Cuándo. Y en qué estado", es el resumen de la cubierta de este breve texto). Partió de unos papeles encontrados en su familia. Como dice Echenoz, "no trataba de hacer un volumen proporcional a las dimensiones de ese 'suicidio europeo', que fue una contienda plenamente industrial, en donde se produjo un armamento gigantesco; sólo he querido ser alusivo de la magnitud del fenómeno".
Y todavía más en su línea aventuresca está Envoyée spéciale, de 2015, que se desarrolla en Corea del Norte, donde como siempre hay una observación precisa del mundo cotidiano.
En el proyecto de una nueva traducción de la Biblia para las éditions Bayard, que  confiaron a distintos autores la redacción de cada libro, Echenoz efectuó —con un especialista en hebreo— una versión muy legible, prácticamente contemporánea de los Libros de los Macabeos.

## En el cine
Echenoz ha colaborado además en los guiones de tres películas: Le rose et le blanc (de Robert Pansard-Besson), en 1982; Le tueur assis (de Jean-André Fieschi), en 1985, para TV; y Cherokee (de Pascal Ortega), en 1991. 
Asimismo ha tenido una breve actuación en el film Un an de Laurent Boulanger, en 2006.

## Obra
- Le méridien de Greenwich, Minuit, 1979. Tr.: El meridiano de Greenwich, Anagrama, 1998.
- Cherokee, Minuit, 1983. Tr.: Cherokee, Anagrama, 1989.
- L'équipée malaise, Minuit, 1986. Tr.: La aventura malaya, Anagrama, 1990.
- L'occupation des sols, Minuit, 1988. Tr.: La ocupación de los terrenos, LOM, 2003.
- Lac, Minuit, 1989. Tr.: Lago, Anagrama, 1991.
- Nous trois, Minuit, 1992. Tr.: Nosotros tres, Anagrama, 1996.
- Les grandes blondes, Minuit, 1995. Tr.: Rubias peligrosas, Anagrama, 2004.
- Un an, Minuit, 1997. Tr.: Un año, Mardulce, 2011.
- Je m'en vais, Minuit, 1999. Tr.: Me voy, Anagrama, 2004.
- Jérôme Lindon, Minuit, 2001, sobre su editor. Tr.: Jérôme Lindon: mi editor, Trama, 2009.
- Au piano, Minuit, 2003. Tr.: Al piano, Anagrama, 2004.
- Ravel, Minuit, 2006. Tr.: Ravel, Anagrama, 2007, sobre el músico francés.
- Courir, Minuit, 2008. Tr.: Correr, Anagrama, 2010, sobre el deportista Emil Zátopek
- Des éclairs, Minuit, 2010. Tr.: Relámpagos, Anagrama, 2012; sobre el ingeniero Nikola Tesla.
- 14, Minuit, 2012. Tr.: 14, Anagrama, 2013.
- Caprice de la reine, Minuit, 2014. Tr.: Capricho de la reina (relatos), Mardulce, 2015; Anagrama, 2015.
- Envoyée spéciale, Minuit, 2016. Tr.: Enviada especial, Anagrama, 2017.
- Vida de Gérard Fulmard, Minuit, 2020. Tr.: Anagrama, 2021.